# Balises de Sakishima
Les balises Sakishima (先島諸島火番盛, Sakishima-shotō hibanmui) constituent un réseau de dix-huit plates-formes d'observation et de balises datant du début de l'époque d'Edo et situées dans les îles Sakishima, préfecture d'Okinawa au Japon. Édifiées en 1644 par les autorités du royaume de Ryūkyū à l'instigation des seigneurs de Satsuma, à une époque de tensions internationales au cours de la transition entre les dynasties Ming et Qing de Chine, les balises sont chargées de surveiller et de faire rapport sur le trafic maritime, en vue de limiter les navires étrangers conformément à la politique sakoku (isolement national) des Tokugawa,,. Après une première enquête par le Conseil pour la protection des biens culturels en 1993, en raison des incertitudes sur les droits fonciers et les difficultés de coordination entre les municipalités concernées, ce n'est qu'en 2007 qu'elles sont ensemble désignées « sites historiques,, ».

## Emplacements
Huit balises se trouvent sur les îles Miyako et dix sur les îles Yaeyama. Cinq de celles qui sont situées dans les îles Miyako se trouvent dans la ville de Miyakojima (sur les îles de Miyakojima, Ikema et Kurima-jima), et trois dans le village de Tarama (sur les îles Tarama et Minna). Deux de celles situées dans les îles Yaeyama se trouvent dans la ville d'Ishigaki (sur l'île d'Ishigaki), sept dans la ville de Taketomi (sur les îles de Taketomi, Kuroshima, haute et basse Aragusuku, Hateruma, Kohama-jima et Hatoma), et une dans la ville de Yonaguni (sur l'île de Yonaguni),,,.

## Opérations
Des documents suggèrent que la balise près du cap Hirakubo sur Ishigaki est à un moment donné animée par une équipe de quatre personnes, qui dorment sur place. Un signal différent peut avoir été donné en fonction de l'origine des navires. Un relais de phare remonté en novembre 2007 a vu une tentative de transmettre des signaux le long de deux itinéraires : (1) Hateruma-Aragusuku (Kamiji)-Aragukusu (Shimoji)-Kuroshima-Taketomi-Ishigaki; et (2) [Hatoma-Kohama-jima-Taketomi-Ishigaki. Le long des deux voies, le signal initial ne pouvait pas être vu de la plate-forme d'observation suivante, à cause de la pluie. Après le redémarrage de la seconde station, les deux signaux ont été transmis avec succès à Ishigaki. Dans certains cas, il a fallu dix minutes à partir de l'observation du signal pour qu'un feu soit suffisamment allumé pour que la fumée puisse être perçue à la station suivante. L'exercice a souligné la difficulté de transmission de signaux par un tel procédé en période de mauvais temps et de mauvaise visibilité,.

## Liste des balises
| Balise                             | Île                | Municipalité | Commentaires | Image | Coordonnées                   |
| ---------------------------------- | ------------------ | ------------ | --- | ----- | ----------------------------- |
| Ikema tōmi (池間遠見)              | Ikema-jima         | Miyakojima   | situé sur une petite colline à l'extrémité sud de l'île                                                             |       | 24° 55′ 19″ N, 125° 14′ 54″ E |
| Karimata tōmi (狩俣遠見)           | Miyako-jima        | Miyakojima   | sur une colline derrière Karimata                                                                                   |       | 24° 53′ 46″ N, 125° 16′ 40″ E |
| Shimajiri tōmi (島尻遠見)          | Miyako-jima        | Miyakojima   | sur une colline au nord-est de Shimajiri                                                                            |       | 24° 52′ 33″ N, 125° 17′ 50″ E |
| Sunagawa tōmi (砂川遠見)           | Miyako-jima        | Miyakojima   | à l'extrémité sud de Hiokuyama à Sunagawa                                                                           |       | 24° 43′ 35″ N, 125° 21′ 06″ E |
| Kurima tōmi (来間遠見)             | Kurima-jima        | Miyakojima   | tour haute de 3 m en calcaire de Ryūkyū (琉球石灰岩) renforcée par l'armée japonaise pendant la guerre du Pacifique |       | 24° 43′ 34″ N, 125° 15′ 08″ E |
| Miyako tōmi (宮古遠見)             | Tarama-jima        | Tarama       | |       | 24° 40′ 25″ N, 124° 42′ 09″ E |
| Yaeyama tōmi (八重山遠見)          | Tarama-jima        | Tarama       | |       | 24° 40′ 20″ N, 124° 41′ 47″ E |
| Minna tōmi (水納遠見)              | Minna-jima         | Tarama       | |       | 24° 45′ 09″ N, 124° 42′ 15″ E |
| Hirakubo tōmi-dai (平久保遠見台)   | Ishigaki-jima      | Ishigaki     | juste au sud du cap Hirakubo sur la péninsule Hirakubo (平久保半島)                                                 |       | 24° 36′ 36″ N, 124° 18′ 58″ E |
| Kabira hibanmui (川平火番盛)       | Ishigaki-jima      | Ishigaki     | près du monticule du coquillage Kabira (site historique au nord-ouest de la baie de Kabira                          |       | 24° 28′ 05″ N, 124° 07′ 52″ E |
| Kogukusu mui (小城盛 (クスクムイ)) | Taketomi-jima      | Taketomi     | aussi appelée Kusuku-mui                                                                                            |       | 24° 19′ 54″ N, 124° 05′ 09″ E |
| Puzumari (プズマリ)                | Kuroshima          | Taketomi     | |       | 24° 14′ 10″ N, 123° 59′ 55″ E |
| Takaniku (タカニク)                | Aragusku (Kamiji)  | Taketomi     | |       | 24° 14′ 13″ N, 123° 56′ 35″ E |
| Nakamori (中森 (波照間ムリ))       | Aragusku (Shimoji) | Taketomi     | aussi appelée Hateruma-muri                                                                                         |       | 24° 12′ 49″ N, 123° 55′ 50″ E |
| Kōto mui (コート盛)                | Hateruma-jima      | Taketomi     | |       | 24° 03′ 50″ N, 123° 46′ 28″ E |
| Ufu-daki (大岳)                    | Kohamajima-jima    | Taketomi     | la colline qui s'élève à 99 m au-dessus du niveau de la mer est un « lieu municipal de beauté scénique, »           |       | 24° 20′ 50″ N, 123° 58′ 42″ E |
| Nakamori (中森)                    | Hatoma-jima        | Taketomi     | la petite forêt est un « monument naturel municipal »                                                               |       | 24° 28′ 16″ N, 123° 49′ 13″ E |
| Datiguchidi (ダティグチディ)       | Yonaguni-jima      | Yonaguni     | près du cap Agarizaki (東崎) à l'extrémité est de l'île                                                             |       | 24° 27′ 40″ N, 123° 02′ 30″ E |